# Schlacht bei Arbedo
Arbedo · Castione · Giornico · Crevola
Die Schlacht bei Arbedo fand am 30. Juni 1422 zwischen Truppen der Alten Eidgenossenschaft und des Herzogs Filippo Maria Visconti beim Dorf Arbedo im heutigen Kanton Tessin in der Schweiz statt. Die Schlacht stand im grösseren Zusammenhang der sogenannten Ennetbirgischen Feldzüge.
Federführend waren bei den Eidgenossen die Urner, die durch Truppen der Unterwaldner, Luzerner, Zuger und Liviner unterstützt wurden. Es war die erste Schweizerschlacht, die nicht als Befreiungskampf gegen einen die Heimat bedrohenden Angreifer ausgetragen wurde, sondern der Wiedergewinnung eines Gebietes galt, das die Eidgenossen ausserhalb ihres Territoriums erworben und wieder verloren hatten.

## Vorgeschichte

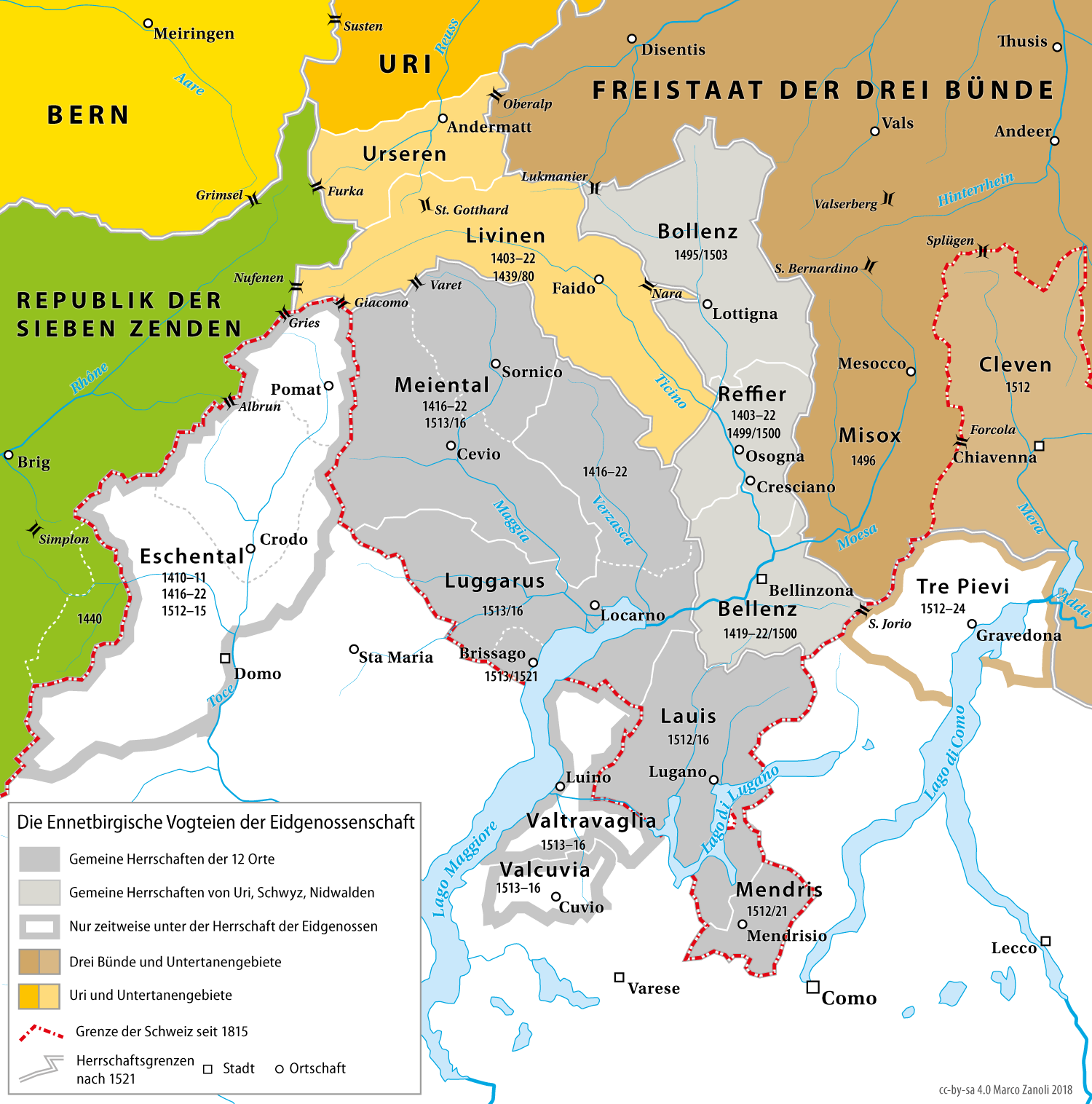
Karte der ennetbirgischen Vogteien

1403 folgte Uri gemeinsam mit Unterwalden dem Hilferuf der Talschaft Leventina, die sich vom Herzogtum Mailand loslösen wollte. Es gelang den Urnern darauf mit ihren Verbündeten, die Leventina (1403), Riviera (1407) und das Maiental (1416) zu erobern. Die Gebiete wurden als Gemeine Herrschaften verwaltet. Die Freiherren von Sax standen mit Uri im Bund und gelangten in den Besitz der Stadt Bellinzona, die den Ausgang aus dem Tal des Ticino sperrt. Zwischen 1407 und 1419 galt Bellinzona als Zugewandter Ort der Eidgenossenschaft, bis 1419 Uri und Unterwalden Stadt und Grafschaft Bellinzona von den Freiherren von Sax abkauften.
Als sich im Herzogtum Mailand die Machtverhältnisse nach dem Tod des Herzogs Gian Galeazzo Visconti wieder gefestigt hatten, schritt Mailand zur Rückeroberung von Bellinzona und der Tessiner Talschaften.
Am 4. April 1422 überfielen die mailändischen Truppen die Stadt Bellinzona und eroberten diese.
Sofort rüsteten sich die am stärksten betroffenen Orte Uri und Unterwalden zum Kriegszug und überschritten den Gotthard. Bei den Eidgenossen fand dieser Feldzug aber nur zögernde Gefolgschaft und nur wenige eidgenössische Truppen unterstützten ihn. Die Eidgenossen zogen mit etwa 2500 Mann vor die Stadt Bellinzona und versuchten, sie wieder zurückzuerobern, was ihnen nicht gelang. Darauf sammelten sich die Eidgenossen in einem Lager gut zwei Kilometer nördlich von Bellinzona, um dort auf die Verstärkung der anderen eidgenössischen Orte zu warten.
Hinter den Mauern von Bellinzona besammelten sich unterdessen gegnerische Verstärkungen. Die Eidgenossen unterliessen jede Vorsichtsmassnahme, so wurde gänzlich auf Sicherung und Wachen verzichtet und jede Aufklärung in der Anmarschrichtung des Gegners unterblieb. Sie hatten keine Kenntnis, was sich hinter den schützenden Wällen der Stadt vorbereitete.

## Schlachtablauf

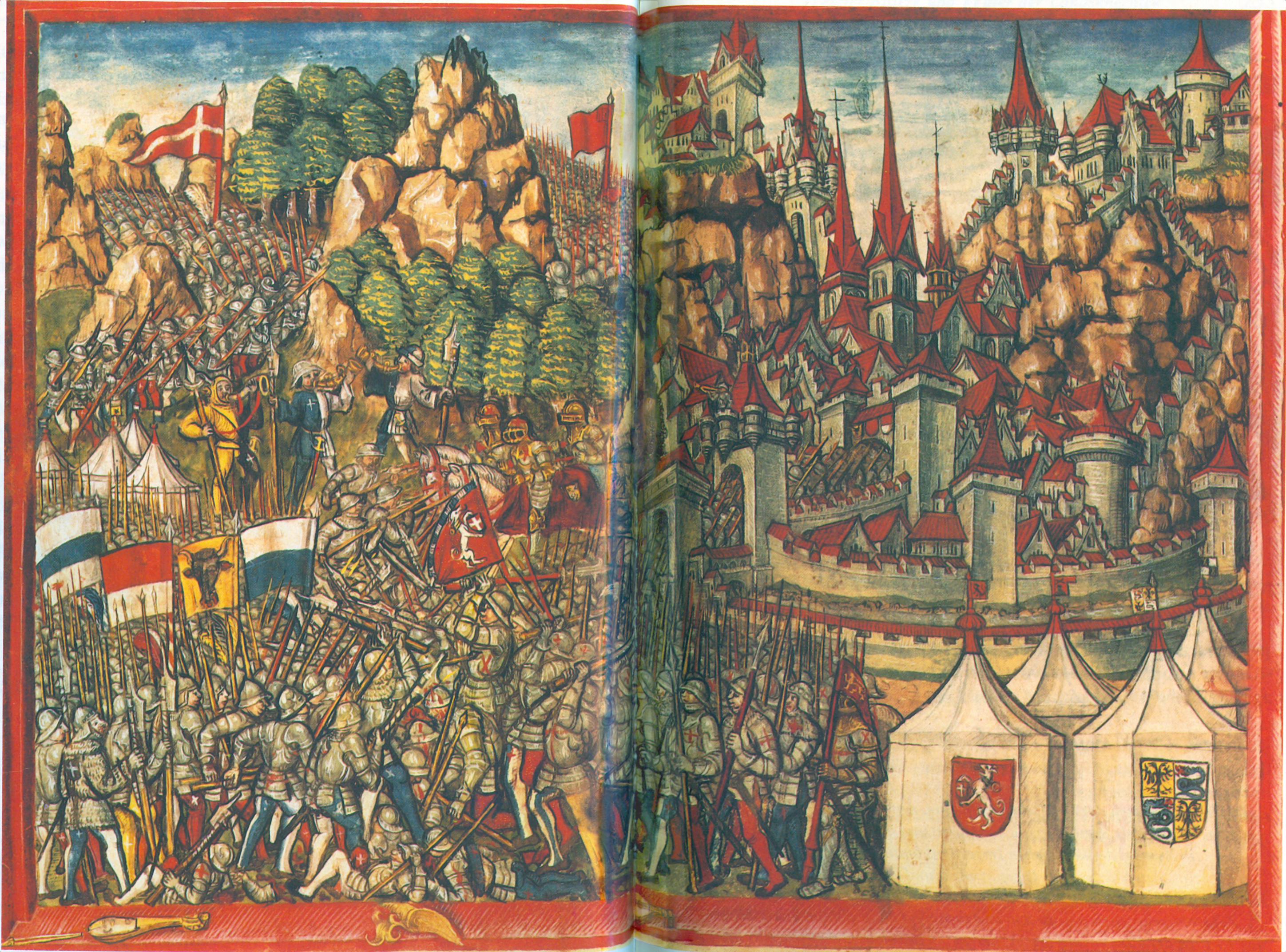
Darstellung der Schlacht in der Luzerner Chronik

Am frühen Morgen des 30. Juni 1422 setzte Francesco Bussone da Carmagnola, der Führer der mailändischen Truppen, überraschend zum Angriff auf das eidgenössische Lager an. Den nahezu 5000 Reitern gelang der Angriff aber trotz des Überraschungseffektes nicht, und die Eidgenossen formierten sich in einem engen Viereck und wehrten die Reiterattacken ab. Darauf setzte Carmagnola seine Infanterie ein. Als die Eidgenossen erkannten, dass sie keine Chance gegen die wahrscheinlich sechsfache Übermacht hatten, zerstörten sie ihre Geschütze und versuchten, sich nach Norden durchzuschlagen. Beim Dorf Arbedo kamen sie infolge einer Umfassungsbewegung des Gegners nicht weiter. Zuerst mussten sie sich auf eine Geländeterrasse zurückziehen, als sie weiter bedrängt wurden, starteten sie einen Ausbruchsversuch und es gelang ihnen, sich mit den Fahnen nach Norden in Sicherheit zu bringen. Weiter talaufwärts trafen sie auf eine Verstärkung der Schwyzer und später auf die Zürcher.
Am Ende des Kampfes blieben von den 2500 Eidgenossen über 500 Tote auf dem Schlachtfeld zurück, darunter die Landammänner Roth von Uri und Peter Kolin von Zug.

## Resultat
Bellinzona und die untere Leventina blieben weiter beim Herzogtum von Mailand und alle ennetbirgischen Territorien gingen verloren. Die Eidgenossen eroberten diese später zurück.
Waffenmässig zeigte sich die Unterlegenheit der Eidgenossenschaft. Mit ihren kurzen Hiebwaffen, den Hellebarden, Streithämmern und Spiessen und der Qualität der Waffen waren sie weit unterlegen. So mussten sie aus Mangel an langen Spiessen zuerst die Pferde erstechen, um nachher die Reiter treffen zu können.
Kurz nach dieser Niederlage führte man in der eidgenössischen Bewaffnung einen längeren Spiess ein, der sich darauf schon im Alten Zürichkrieg bewährte.